# Мироновка (Красногвардейский район)
Миро́новка (до 1948 года Ста́ро-Баяу́т; укр. Миронівка, крымскотат. Eski Bayavut, Эски Баявут) — село в Крыму. Согласно административно-территориальному делению Украины — Новопокровского сельского совета Автономной Республики Крым. Согласно административно-территориальному делению России — Красногвардейского района Республики Крым в состав Новопокровского сельского поселения.

## Население
| 2001 | 2014 |
| ---- | ---- |
| 173  | ↘102 |

Всеукраинская перепись 2001 года показала следующее распределение по носителям языка
| Язык             | Процент |
| ---------------- | ------- |
| русский          | 56.65   |
| крымскотатарский | 34.1    |
| украинский       | 8.09    |
| другие           | 1.16    |

### Динамика численности
| - 1805 год — 374 чел. - 1902 год — 95 чел. - 1905 год — 55 чел. - 1915 год — 85/89 чел. - 1926 год — 168 чел. | - 1939 год — 203 чел. - 1989 год — 158 чел. - 2001 год — 173 чел. - 2009 год — 135 чел. - 2014 год — 103 чел. |

## Современное состояние
На 2017 год в Мироновке числится 2 улицы — Заречная и Пионерская; на 2009 год, по данным сельсовета, село занимало площадь 52,5 гектара на которой, в 70 дворах, проживало 135 человек. Село связано автобусным сообщением с райцентром и соседними населёнными пунктами.

## География
Мироновка — село на северо-востоке района в степном Крыму, на правом берегу Салгира в нижнем течении, высота центра села над уровнем моря — 49 м. Соседние сёла: Новоникольское в 4,5 км на запад, Новопокровка в 1,2 км на север и Проточное в 2,3 км на восток. Расстояние до райцентра — около 21 километра (по шоссе), там же ближайшая железнодорожная станция — Урожайная — около 18 км. Транспортное сообщение осуществляется по региональной автодороге 35Н-231 Мироновка — Проточное (по украинской классификации — С-0-10620).

## История
Первое документальное упоминание села встречается в Камеральном Описании Крыма… 1784 года, судя по которому, в последний период Крымского ханства  Беяут входил в Кучук Карасовский кадылык Карасубазарского каймаканства. После присоединения Крыма к России (8) 19 апреля 1783 года, (8) 19 февраля 1784 года, именным указом Екатерины II сенату, на территории бывшего Крымского Ханства была образована Таврическая область и деревня была приписана к Симферопольскому уезду. После Павловских реформ, с 1796 по 1802 год, входила в Акмечетский уезд Новороссийской губернии. По новому административному делению, после создания 8 (20) октября 1802 года Таврической губернии, Биюк-Баяут был включён в состав Табулдинской волости Симферопольского уезда.
В Ведомости о всех селениях в Симферопольском уезде состоящих с показанием в которой волости сколько числом дворов и душ… от 9 октября 1805 года, записана одна деревня Баяут (определить, имелся в виду Биюк или Кучук-Баяут пока не представляется возможным), в которой числилось 67 дворов и 374 жителя, исключительно крымских татар Затем, видимо, в связи с эмиграциями татар в Турцию, деревня обезлюдела и на военно-топографической карте генерал-майора Мухина 1817 года Кучук и Биюк-Баяут обозначены как пустующие. После реформы волостного деления 1829 года Баяут (записан, как Бургуя), согласно «Ведомости о казённых волостях Таврической губернии 1829 года», отнесли к Айтуганской волости (переименованной из Табулдинской). На карте 1836 года в деревне 5 дворов, а на карте 1842 года Баяут (Биюк-Баяут) обозначен условным знаком «малая деревня», то есть, менее 5 дворов. Видимо, в это время началось заселение деревни крестьянами из России из поместий графа Толстого, которому принадлежали окрестные земли. Во время Крымской войны 1854—1856 годов в деревне и имении Толстого размещались госпитали для раненых из Севастополя.
В «Списке населённых мест… 1864 года» Баяут ещё не записан, но на трехверстовой карте 1865—1876 года деревня обозначена, без указания числа дворов. На 1967 год сад графа Толстого отнесён к садам первого разряда. В 1868 году в селе была построена новая Покровская церковь. В 1971 году в имении уже существовал деревянный мост через Салгир.
В 1898 году, согласно энциклопедическому словарю «Немцы России», в бывшей деревне Табулдинской волости выделили 1 745 десятин земли, на которых поселили немцев — лютеран, возродивших село под названием Альт-Баяут, в которой в 1905 году числилось 55 жителей. Но сохранились документы о выдаче ссуд под залог имения при местечках Баяут и Ново-Чембай: неким Веременичу, Говоруну и др от 1895 года — дважлы, Гаар, Горне, Гюнтер и др., Бухману, Гольвасу и др. и Долгополовым, Гориславцу и др. от 28 февраля 1895 года,, также Готфриду, Гоненлохам А., Я. и В. от 1896 года. По «…Памятной книжке Таврической губернии на 1902 год» в деревне Старо-Баяут, приписанной к волости для счёта, числилось 95 жителей в 15 домохозяйствах. По Статистическому справочнику Таврической губернии. Ч.II-я. Статистический очерк, выпуск шестой Симферопольский уезд, 1915 год, в деревне Старый Баяут Табулдинской волости Симферопольского уезда числилось 6 дворов с немецким населением в количестве 45 человек приписных жителей и 67 — «посторонних», из которых 66 мужчин и 46 женщин. Жители владели 1745 десятинами удобной земли. В хозяйствах имелось 51 лошадь, 14 волов, 11 коров и 10 голов мелкого скота.
После установления в Крыму Советской власти и учреждения 18 октября 1921 года Крымской АССР, в составе Симферопольского уезда был образован Биюк-Онларский район, в состав которого включили село. В 1922 году уезды получили название округов. 11 октября 1923 года, согласно постановлению ВЦИК, в административное деление Крымской АССР были внесены изменения, в результате которых был ликвидирован Биюк-Онларский район и село включили в состав Феодосийского. В Списке населённых пунктов Крымской АССР по Всесоюзной переписи 17 декабря 1926 года в Новосельевском сельсовете Феодосийского района, числилось село Баяут Старый немецкий в котором числилось 18 дворов, из них 16 крестьянских, население составляло 80 человек, из них 61 немец, 10 русских, 5 украинцев, 4 болгар, действовала немецкая школа I ступени (пятилетка). Постановлением ВЦИК «О реорганизации сети районов Крымской АССР» от 30 октября 1930 года, был вновь создан Биюк-Онларский район, на этот раз — как национальный (лишённый статуса национального постановлением Оргбюро ЦК КПСС от 20 февраля 1939 года) немецкий в который включили село Новопокровского сельсовета Баяут-немецкий. Постановлением Президиума КрымЦИКа «Об образовании новой административной территориальной сети Крымской АССР» от 26 января 1935 года был создан немецкий национальный Тельманский район (с 14 декабря 1944 года — Красногвардейский) и село включили в его состав. По данным всесоюзной переписи населения 1939 года в селе проживало 203 человека. Вскоре после начала Великой Отечественной войны, 18 августа 1941 года крымские немцы были выселены, сначала в Ставропольский край, а затем в Сибирь и северный Казахстан.
После освобождения Крыма от фашистов, 12 августа 1944 года было принято постановление № ГОКО-6372с «О переселении колхозников в районы Крыма» по которому в район из областей Украины и России переселялись семьи колхозников, а в начале 1950-х годов последовала вторая волна переселенцев из различных областей Украины. С 25 июня 1946 года Старый Баяут в составе Крымской области РСФСР. Указом Президиума Верховного Совета РСФСР от 18 мая 1948 года, Старо-Баяут переименовали в Мироновку. 26 апреля 1954 года Крымская область была передана из состава РСФСР в состав УССР. Время включения в Новопокровский сельсовет пока не установлено: на 15 июня 1960 года село уже числилось в его составе. По данным переписи 1989 года в селе проживало 158 человек. С 12 февраля 1991 года село в восстановленной Крымской АССР, 26 февраля 1992 года переименованной в Автономную Республику Крым. С 21 марта 2014 года в составе Крыма аннексирована Россией.

## Баяут Русский
Баяут Русский, судя по доступным источникам, — северная (русская) часть селения Старый Баяут. Впервые встречается в Статистическом справочнике Таврической губернии. Ч.II-я. Статистический очерк, выпуск шестой Симферопольский уезд, 1915 год, согласно которо в деревне Баяут Русский Табулдинской волости числилось 7 дворов с русским населением в количестве 40 человек приписных жителей и 22 — «посторонних», из которых 30 мужчин и 32 женщин. Жители владели 16 десятинами удобной земли. В хозяйствах имелось 12 лошадей, 7 коров и 10 голов мелкого скота. По Списку населённых пунктов Крымской АССР по Всесоюзной переписи 17 декабря 1926 года в Баяуте Старом русском числился 21 двор, все крестьянские, население 88 человек, 87 русских и 1 украинец. В дальнейшем в доступных источниках не встречается.